# Seb
Pel déu de la mitologia egípcia vegeu Geb.
Seb fou un faraó de la dinastia XIII que va governar vers el 1750 aC, esmentat a la llista de reis del Papir de Torí. El va succeir Kay. Fora del seu nom, és completament desconegut. Va regnar al voltant d'un any.